# Király-kupa (Magyarország)
A magyar Király Kupa az NB1-es csapatok számára megrendezett, nyári labdarúgó felkészülési torna, amit 2004 óta minden évben lebonyolítanak a szombathelyi Király Sportlétesítményben. 2013-ban a jubileumi X. Király Kupát július 12-én rendezték meg.

## Lebonyolítás
Évente négy előre meghívott csapat vesz részt az egynapos tornán, amit kieséses rendszerben bonyolítanak le. Az elődöntő párosításait pár nappal a torna előtt sorsolják ki. Az elődöntő vesztesei bronzmérkőzést, a győztesei döntőt játszhatnak. Egy mérkőzés játékideje 2X30 perc. Döntetlen esetén büntető párbajban döntik el a mérkőzést. A vezetőedzők számára korlátlan cserelehetőség áll rendelkezésre.

## Eddigi tornák
| 2004       | Csapat 1               | Csapat 2            | Eredmény    |
| ---------- | ---------------------- | ------------------- | ----------- |
| elődöntő   | Pápa Termál Balaton FC | Zalaegerszegi TE FC | 0-0 11.:4-3 |
| elődöntő   | Lombard FC-Haladás     | Győri ETO FC        | 1-1 11.:1-4 |
| 3. helyért | Zalaegerszegi TE FC    | Lombard FC-Haladás  | 2-1         |
| döntő      | Pápa Termál Balaton FC | Győri ETO FC        | 0-0 11.:4-3 |

| 2005       | Csapat 1             | Csapat 2             | Eredmény    |
| ---------- | -------------------- | -------------------- | ----------- |
| elődöntő   | Zalaegerszegi TE FC  | Kaposvári Rákóczi FC | 1-1 11.:5-3 |
| elődöntő   | Szombathelyi Haladás | Győri ETO FC         | 1-0         |
| 3. helyért | Kaposvári Rákóczi FC | Győri ETO FC         | 2-1         |
| döntő      | Zalaegerszegi TE FC  | Szombathelyi Haladás | 1-0         |

| 2006       | Csapat 1             | Csapat 2             | Eredmény |
| ---------- | -------------------- | -------------------- | -------- |
| elődöntő   | Szombathelyi Haladás | Kaposvári Rákóczi FC | 0-1      |
| elődöntő   | Zalaegerszegi TE FC  | Pécsi MFC            | 2-1      |
| 3. helyért | Szombathelyi Haladás | Pécsi MFC            | 1-0      |
| döntő      | Kaposvári Rákóczi FC | Zalaegerszegi TE FC  | 4-2      |

| 2007       | Csapat 1             | Csapat 2             | Eredmény |
| ---------- | -------------------- | -------------------- | -------- |
| elődöntő   | Újpest FC            | Szombathelyi Haladás | 0-1      |
| elődöntő   | Kaposvári Rákóczi FC | Vasas                | 1-0      |
| 3. helyért | Újpest FC            | Vasas                | 1-3      |
| döntő      | Szombathelyi Haladás | Kaposvári Rákóczi FC | 3-0      |

| 2008       | Csapat 1             | Csapat 2             | Eredmény    |
| ---------- | -------------------- | -------------------- | ----------- |
| elődöntő   | FC Fehérvár          | Szombathelyi Haladás | 0-1         |
| elődöntő   | Zalaegerszegi TE FC  | Kaposvári Rákóczi FC | 1-2         |
| 3. helyért | FC Fehérvár          | Zalaegerszegi TE FC  | 0-1         |
| döntő      | Szombathelyi Haladás | Kaposvári Rákóczi FC | 1-1 11.:3-5 |

| 2009       | Csapat 1             | Csapat 2             | Eredmény    |
| ---------- | -------------------- | -------------------- | ----------- |
| elődöntő   | Szombathelyi Haladás | Vasas                | 2-2 11.:3-4 |
| elődöntő   | Kaposvári Rákóczi FC | Paksi FC             | 0-2         |
| 3. helyért | Szombathelyi Haladás | Kaposvári Rákóczi FC | 3-0         |
| döntő      | Vasas                | Paksi FC             | 0-1         |

| 2010       | Csapat 1             | Csapat 2              | Eredmény |
| ---------- | -------------------- | --------------------- | -------- |
| elődöntő   | FC Baia Mare         | Szombathelyi Haladás  | 0-2      |
| elődöntő   | Paksi FC             | Brazil ligaválogatott | 2-0      |
| 3. helyért | FC Baia Mare         | Brazil ligaválogatott | 2-1      |
| döntő      | Szombathelyi Haladás | Paksi FC              | 1-0      |

| 2011       | Csapat 1             | Csapat 2             | Eredmény |
| ---------- | -------------------- | -------------------- | -------- |
| elődöntő   | SC Znojmo            | Szombathelyi Haladás | 2-3      |
| elődöntő   | Diósgyőri VTK        | SV Oberwart          | 4-0      |
| 3. helyért | SC Znojmo            | SV Oberwart          | 4-0      |
| döntő      | Szombathelyi Haladás | Diósgyőri VTK        | 1-2      |

| 2012       | Csapat 1             | Csapat 2             | Eredmény    |
| ---------- | -------------------- | -------------------- | ----------- |
| elődöntő   | Szombathelyi Haladás | Kaposvári Rákóczi FC | 0-1         |
| elődöntő   | Diósgyőri VTK        | FC Mordovia Saransk  | 1-0         |
| 3. helyért | Szombathelyi Haladás | FC Mordovia Saransk  | 0-0 11.:2-1 |
| döntő      | Kaposvári Rákóczi FC | Diósgyőri VTK        | 0-1         |

| 2013       | Csapat 1             | Csapat 2      | Eredmény |
| ---------- | -------------------- | ------------- | -------- |
| elődöntő   | Szombathelyi Haladás | FK Slavija    | 3-1      |
| elődöntő   | Diósgyőri VTK        | Paksi FC      | 2-0      |
| 3. helyért | Paksi FC             | FK Slavija    | 2-0      |
| döntő      | Szombathelyi Haladás | Diósgyőri VTK | 2-1      |

| 2014       | Csapat 1             | Csapat 2             | Eredmény    |
| ---------- | -------------------- | -------------------- | ----------- |
| elődöntő   | Szombathelyi Haladás | CS Concordia Chiajna | 1-0         |
| elődöntő   | Kaposvári Rákóczi FC | Puskás Akadémia FC   | 0-1         |
| 3. helyért | CS Concordia Chiajna | Kaposvári Rákóczi FC | 0-0 11.:4-3 |
| döntő      | Szombathelyi Haladás | Puskás Akadémia FC   | 2-2 11.:5-4 |

| 2015       | Csapat 1             | Csapat 2      | Eredmény    |
| ---------- | -------------------- | ------------- | ----------- |
| elődöntő   | Szombathelyi Haladás | Diósgyőri VTK | 0-0 11.:5-4 |
| elődöntő   | Vasas                | Osijek        | 0-0 11.:4-3 |
| 3. helyért | Diósgyőri VTK        | Osijek        | 0-1         |
| döntő      | Szombathelyi Haladás | Vasas         | 0-1         |

| 2016       | Csapat 1             | Csapat 2     | Eredmény |
| ---------- | -------------------- | ------------ | -------- |
| elődöntő   | Szombathelyi Haladás | Soproni VSE  | 0-1      |
| elődöntő   | Vasas                | ASV Draßburg | 3-2      |
| 3. helyért | Szombathelyi Haladás | ASV Draßburg | 6-1      |
| döntő      | Vasas                | Soproni VSE  | 2-1      |

| 2017        | Csapat 1             | Csapat 2    | Eredmény |
| ----------- | -------------------- | ----------- | -------- |
| 1. mérkőzés | Szombathelyi Haladás | Paksi FC    | 0-2      |
| 2. mérkőzés | Szombathelyi Haladás | Soproni VSE | 0-1      |
| 3. mérkőzés | Paksi FC             | Soproni VSE | 1-0      |

| 2016       | Csapat 1             | Csapat 2             | Eredmény |
| ---------- | -------------------- | -------------------- | -------- |
| elődöntő   | Szombathelyi Haladás | Kaposvári Rákóczi FC |          |
| elődöntő   | Paksi FC             | FK Pohronie          |          |
| 3. helyért |                      |                      |          |
| döntő      |                      |                      |          |

## Csapatok szereplése
| Klub neve             | Kupagyőzelem           | Második hely     | Harmadik hely                | Negyedik hely |
| --------------------- | ---------------------- | ---------------- | ---------------------------- | ------------- |
| Szombathelyi Haladás  | 2007, 2010, 2013, 2014 | 2005, 2008, 2015 | 2006, 2009, 2012, 2016, 2017 | 2004          |
| Kaposvári Rákóczi FC  | 2006, 2008             | 2007, 2012       | 2005                         | 2009, 2014    |
| Diósgyőri VTK         | 2011, 2012             | 2013             |                              | 2015          |
| Zalaegerszegi TE FC   | 2005                   | 2006             | 2004, 2008                   |               |
| Paksi FC              | 2009, 2017             | 2010             | 2013                         |               |
| Vasas                 | 2015, 2016             | 2009             | 2007                         |               |
| Győri ETO FC          |                        | 2004             |                              | 2005          |
| FC Baia Mare          |                        |                  | 2010                         |               |
| SC Znojmo             |                        |                  | 2011                         |               |
| NK Osijek             |                        |                  | 2015                         |               |
| Pécsi MFC             |                        |                  |                              | 2006          |
| Újpest FC             |                        |                  |                              | 2007          |
| FC Fehérvár           |                        |                  |                              | 2008          |
| Brazil ligaválogatott |                        |                  |                              | 2010          |
| SV Oberwart           |                        |                  |                              | 2011          |
| FC Mordovia Saransk   |                        |                  |                              | 2012          |
| FK Slavija            |                        |                  |                              | 2013          |
| Puskás Akadémia FC    |                        | 2014             |                              |               |
| CS Concordia Chiajna  |                        |                  | 2014                         |               |
| Soproni VSE           |                        | 2016, 2017       |                              |               |
| ASV Draßburg          |                        |                  |                              | 2016          |